# ناکجا (رمان)
ناکجا یا Neverwhere اثری از نیل گیمن است که بار اول به عنوان فیلم‌نامه سریالی تلویزیونی به همین نام نوشته شد و بعداً تبدیل به رمانی مستقل شد.

## خلاصه داستان
ریچارد می‌هیو جوانی است که در اثر برخورد با یکی از افراد لندن زیرین، از زندگی خود در لندن بالا که ما می‌شناسیم کنده شده و مجبور است به دنبال زندگی‌اش و بازپس گرفتن هویتش در لندن بالا به سفری طولانی و پرمشقت برود.

## ترجمه فارسی
ترجمه فارسی این اثر با نام «ناکجا» توسط نشر کتاب پریان با ترجمه مهدی بنواری در مهر ماه ۱۳۹۹ منتشر شد. این اثر همراه کتابی به نام مارکی چطور کتش را پس گرفت چاپ شد که در در همان دنیای ناکجا می‌گذرد. ترجمه‌ی فارسی اثر از روی نسخه‌ی Author's Preferred Version کتاب صورت گرفته که در حد ۶۰۰۰ کلمه با نسخه‌های قبلی متفاوت است.

منابع
1. ↑  "Programme Index - Neverwhere". bbc.co.uk. BBC. 12 September 1996. Retrieved 4 October 2021.
2. ↑  Tweet @neilhimself, Twitter.
3. ↑  Gaiman, Neil. "FAQ". www.neilgaiman.com. Retrieved 12 August 2014.